# Isole Anambas
Le Isole Anambas (indonesiano: Kepulauan Anambas) formano un piccolo arcipelago dell'Indonesia, situato nel Mar Cinese Meridionale, tra la penisola di Malacca, ad ovest, e il Borneo, ad est. Amministrativamente l'arcipelago fa parte della provincia delle Isole Riau. Le Isole Anambas vengono a volte considerate parte del più esteso arcipelago delle Isole Natuna, situato alcune centinaia di chilometri ad est.

## Geografia
L'arcipelago comprende 20 isole principali e oltre 200 isolotti, che si estendono su un'area di 9.200 km². In totale le isole ricoprono un'area di 675 km².
Le Isole di Anambas sono state descritte come "alte e rocciose, formate principalmente da rocce dure e latérite e con una barriera corallina alla base" . La costa della maggior parte delle isole è irregolare e forma varie
baie e insenature, molte delle quali sono ricoperte da foreste di mangrovie.
Le isole principali dell'arcipelago sono: Jemaja, Siantan, Matak, Mubur e Kiabu.
La più estesa è Jemaja, con una superficie di 325 km². Siantan è la seconda isola più grande con un'area di circa 80 km².

## Popolazione
Le isole sono scarsamente popolate, soprattutto da parte dei pescatori e discendenti dei Bugis. La popolazione è attualmente attorno ai 20.000 abitanti. Il centro principale è Terempa, situato sull'isola di Siantan. Altri piccoli villaggi sono sparsi sulle restanti isole.

## Economia
Le attività principali sono la pesca e la coltivazione della palma da cocco.  
Sono presenti anche ricchi giacimenti di gas naturale e di petrolio greggio, che vengono esportati in paesi come Singapore e la Malaysia. Per i sub, le isole sono molto popolari per la presenza di una barriera corallina.